# Maser (straling)

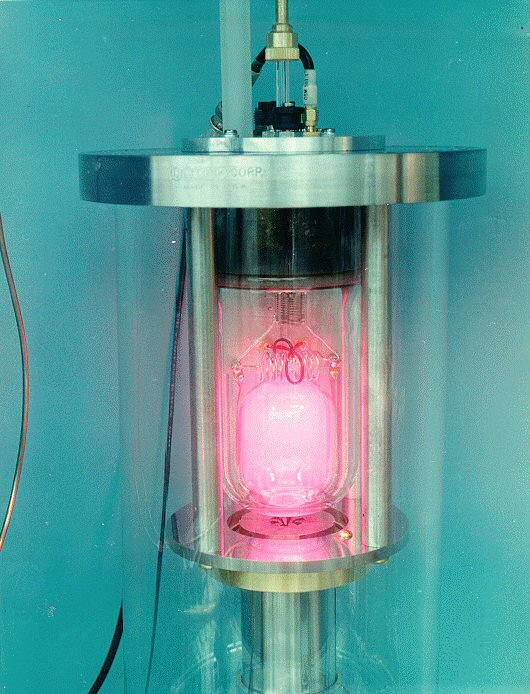
Een waterstofmaser.

Een maser ('Microwave Amplification by Stimulated Emission of Radiation', vrij vertaald: versterking van microgolf door gestimuleerde uitzending van straling) is een apparaat dat een aantal atomen of moleculen in een aangeslagen toestand brengt om ze daarna door gestimuleerde emissie in een kettingreactie weer naar de grondtoestand te brengen.
De werking van de maser is gelijk aan die van de later ontdekte laser die met licht werkt, alleen is de golflengte van de microgolven van de maser langer dan die van de laser. De laser heette eerst optische maser (optical maser).

## Principe
Het principe van maser en laser is de gestimuleerde emissie, gepubliceerd in 1917 door Albert Einstein. De maser werd in een aantal stappen tussen 1952 en 1954 in de Verenigde Staten en Sovjet-Unie uitgevonden, door onder meer Joseph Weber, Charles Townes, Nikolaj Basov en Aleksandr Prochorov. De laatste drie wonnen er de Nobelprijs voor Natuurkunde 1964 mee.
Als atomen of moleculen in een aangeslagen toestand zijn gebracht, kunnen ze straling van bepaalde golflengte (frequentie) versterken. In een trilholte kan dit versterkende medium een terugkoppeling veroorzaken die tot coherente uitzending van straling leidt.
Nico Bloembergen ontwikkelde een drietraps-systeem, dat later ook toegepast werd in lasers. Masers werden onder andere als versterkers in de radar gebruikt.

## Maser en laser
Sommige masers stralen ook bij andere golflengtes dan microgolven. Townes stelde daarom als alternatieve betekenis van maser molecular amplification by stimulated emission of radiation voor. Tegenwoordig is het golflengtegebied als volgt verdeeld: apparaten die werken op gestimuleerde emissie met microgolven en langere golven heten masers, de andere die met kortere golven werken lasers.

## Voorkomen in het heelal
Masers komen van nature voor in de interstellaire ruimte, waar water (H2O), hydroxylradicalen (OH−), methanol (CH3OH), formaldehyde (CH2O) en siliciummonoxide (SiO) maser-werking kunnen vertonen in het microgolf- en radiogebied.
Watermoleculen in stervormende gebieden kunnen populatie-inversie (dus de ongewone toestand met meer moleculen in aangeslagen toestand dan in hun laagste niveau) ondergaan en straling uitzenden bij 22 Gigahertz, de helderste spectrale lijn in het heelal zichtbaar met radiostraling. Sommige watermasers stralen ook door een trillingsmode (vibrational mode) bij 96 Gigahertz.
Masers komen ook voor in cirumstellaire schillen rond oude sterren (rode reuzen), en in kernen van sterrenstelsels, de zogenaamde megamasers (bijvoorbeeld Arp220).

## Toepassingen

### Soorten maser
- Atomic beam masers
  - Ammonia maser
  - Waterstofmaser
- Gasmasers
  - Rubidiummaser met bijvoorbeeld gevuld met stikstof en methaan
- Vaste stofmasers
  - Robijnmaser

### Apparaten en bronnen
- Atoomklok
- Waterstofmaser
- Versterkers van radars en radiotelescopen. Penzias en Wilson kregen in 1978 de Nobelprijs voor Natuurkunde voor de ontdekking van de kosmische microgolf achtergrondstraling. Zij gebruikten voor de detectie van die straling een maser.
- Masers in de ruimte
- Ook de sciencefiction maakt dankbaar gebruik van de maser.